# جاي صموئيل ووكر
جاي صموئيل ووكر (بالإنجليزية: J. Samuel Walker)‏ هو مؤرخ أمريكي، ولد في 1946.